# 内海慶一
内海 慶一（うつみ けいいち、1972年10月13日 - ）は、日本の著作家。広島県福山市出身。広島県立福山明王台高等学校卒業。
ピクトグラムのうちの一つ「ピクトさん」を命名した人。「日本ピクトさん学会」の会長。

## 著書
- 『ピクトさんの本』（ビー・エヌ・エヌ新社、2007年）
- 『100均フリーダム』（ビー・エヌ・エヌ新社、2010年）

### 寄稿
- 『共食いキャラの本』（大山顕著、洋泉社、2009年）／対談
- 『路上と観察をめぐる表現史 ──考現学の「現在」』（フィルムアート社、2013年）／コラム
- 『街角図鑑』（三土たつお編著、実業之日本社、2016年）／「装飾テント」